# 陳偉明 (民建聯)
陳偉明，BBS，MH，JP（1967年12月9日—），香港政治人物，民建聯及公屋聯會成員，現任香港深水埗區議會委任議員，曾任深水埗區議會副主席兼深水埗區議會蘇屋選區議員，以及民建聯深水埗支部主席兼民建聯中央委員會委員。他同時是一位註冊社工。

## 背景
陳偉明祖籍廣東省番禺縣，畢業於聖公會林護紀念中學，後於香港城市大學修讀社會工作文憑兼讀課程，於1990年畢業。他其後再進修，先於香港大學專業進修學院修讀法律文憑，並於2005年畢業。後分別於2010年及2013年完成英格蘭雪菲爾哈倫大學應用社會科學系（榮譽）學士學位以及香港城市大學公共政策及管理文學碩士課程。陳偉明在1999年香港區議會選舉中以1595票擊敗民協候選人陳裕榮以及民主黨候選人任紹偉獲勝，自2000年起成為深水埗蘇屋選區的區議員。至2011年元州及蘇屋兩個選區合併後當選該選區的民選議員。
他於2013年獲香港特別行政區政府頒發榮譽勳章，於2017年再獲委任為非官守太平紳士。到了2015年區議會選舉時，陳偉明與熱血公民成員方智龍競逐元州及蘇屋選區議席，最終他以3491票擊敗方智龍保住區議員身份。2016年1月5日，他在深水埗區議會正副主席選舉當中以12票擊敗獲得11票的民協區議員衞煥南，當選副主席一職。但在2019年未能勝出區議會選舉。
2021年，陳偉明基於「長期竭誠服務深水埗區，多年來不遺餘力促進區內居民福祉」，獲頒授銅紫荊星章。現為深水埗區撲滅罪行委員會委員。2023年獲政府委任為深水埗區議會委任議員。

## 外部連結
- 陳偉明的Facebook專頁
- 深水埗區議會議員資料 陳偉明先生 （页面存档备份，存于）
- 2011年深水埗區議會選舉資料 （页面存档备份，存于）

| 議會席位          | 議會席位                                                     | 議會席位                      |
| ----------------- | ------------------------------------------------------------ | ----------------------------- |
| 前任： （不適用） | 深水埗區議會委任議員 2024年1月1日－2027年                    | 繼任： （不適用）             |
| 前任： 黃達東     | 深水埗區議會副主席 2016年1月1日－2019年12月31日              | 繼任： 伍月蘭                 |
| 首任              | 深水埗區議會元州及蘇屋選區區議員 2012年1月1日—2019年12月31日 | 選區分拆成 元州選區及蘇屋選區 |
| 前任： 陳志誠     | 深水埗區議會蘇屋選區區議員 2000年1月1日—2011年12月31日       | 選區合併為 元州及蘇屋選區     |